# Rob Tallas
Robert Wayne Tallas, meglio noto come Rob o Robbie (Edmonton, 20 marzo 1973), è un allenatore di hockey su ghiaccio ed ex hockeista su ghiaccio canadese, dal 2009 allenatore dei portieri dei Florida Panthers.

## Biografia
Pur non essendo stato scelto al draft, Tallas ha raccolto 99 presenze complessive in NHL: 87 con la maglia dei Boston Bruins e 12 con quella dei Chicago Blackhawks, costruendosi una solida fama di affidabile back-up.
Ha chiuso la carriera in Europa, una stagione in Finlandia con il HPK (2003-2004) ed una in EBEL con i Red Bull Salisburgo (2004-2005). Durante questa stagione si infortunò, tanto gravemente da dover appendere i pattini al chiodo.
Dal 2009 è diventato allenatore dei portieri dei Florida Panthers. In due occasioni ha rivestito - pur senza scendere in campo - la divisa da giocatore: una prima volta il 3 marzo 2013, quando fu a referto come portiere di riserva; una seconda esattamente due anni più tardi, il 3 marzo 2015: durante l'incontro con i Toronto Maple Leafs, nel corso del primo tempo il titolare Roberto Luongo si infortunò alla spalla, venendo sostituito dal back-up Al Montoya, che tuttavia si infortunò a sua volta ad una gamba ad inizio del terzo tempo. Era la prima volta da quando - nella stagione 1965-1966 - divenne obbligatorio schierare almeno due portieri che entrambi i portieri di una squadra NHL si infortunarono durante una partita. Tallas venne schierato allora come portiere di riserva di emergenza. Nel frattempo, Montoya rimase in campo e Luongo andò a rivestirsi, per tornare in campo. Tallas non scese sul ghiaccio, ma venne comunque messo a referto.
In occasione dei mondiali 2019 è stato chiamato da Clayton Beddoes a far parte del coaching staff della nazionale italiana.

## Vita privata
Tallas è il cognato di un altro giocatore di NHL, Joel Prpic, che ne ha sposato la sorella Kim.